# 大埔滘自然護理區

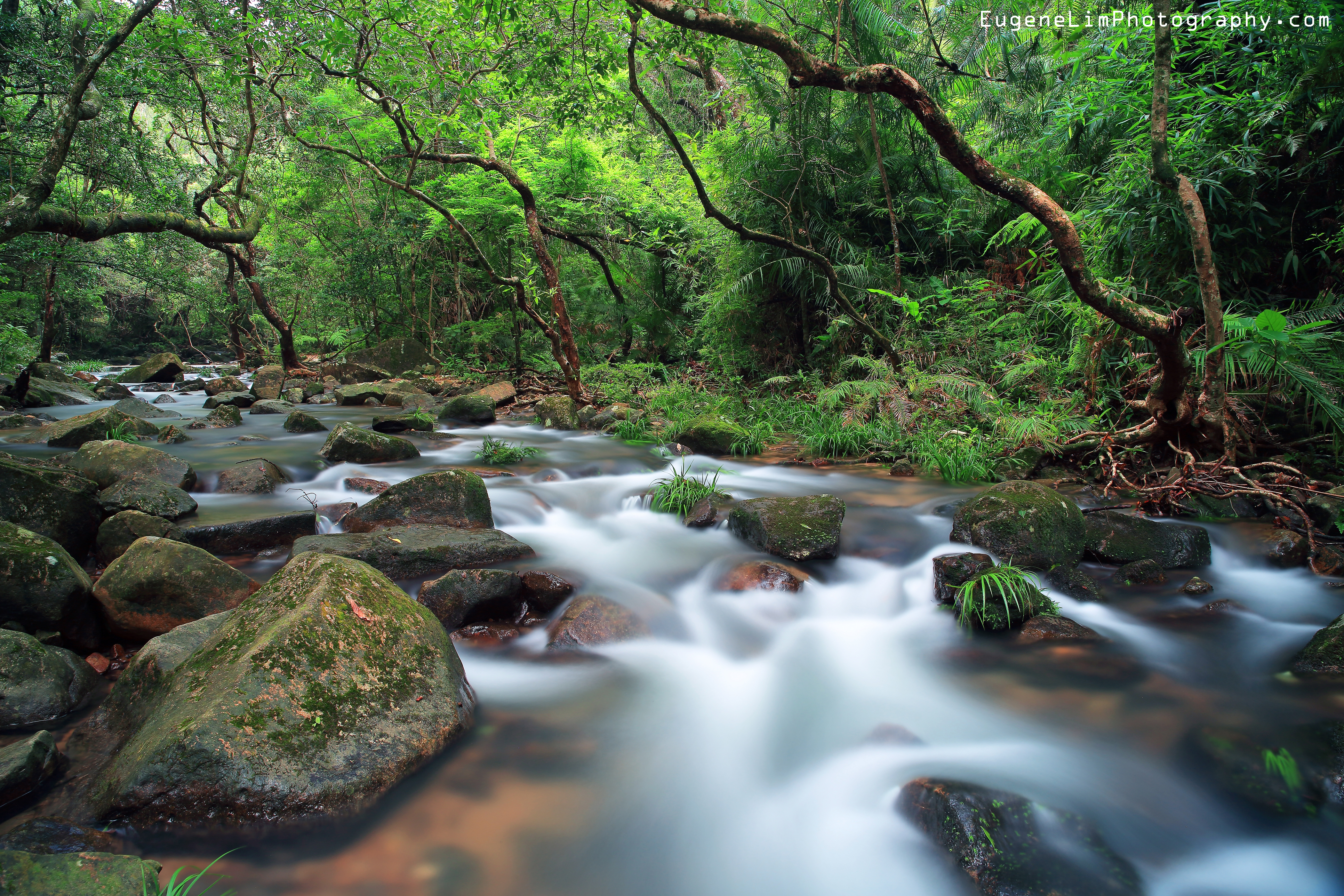
大埔滘自然護理區內的溪流

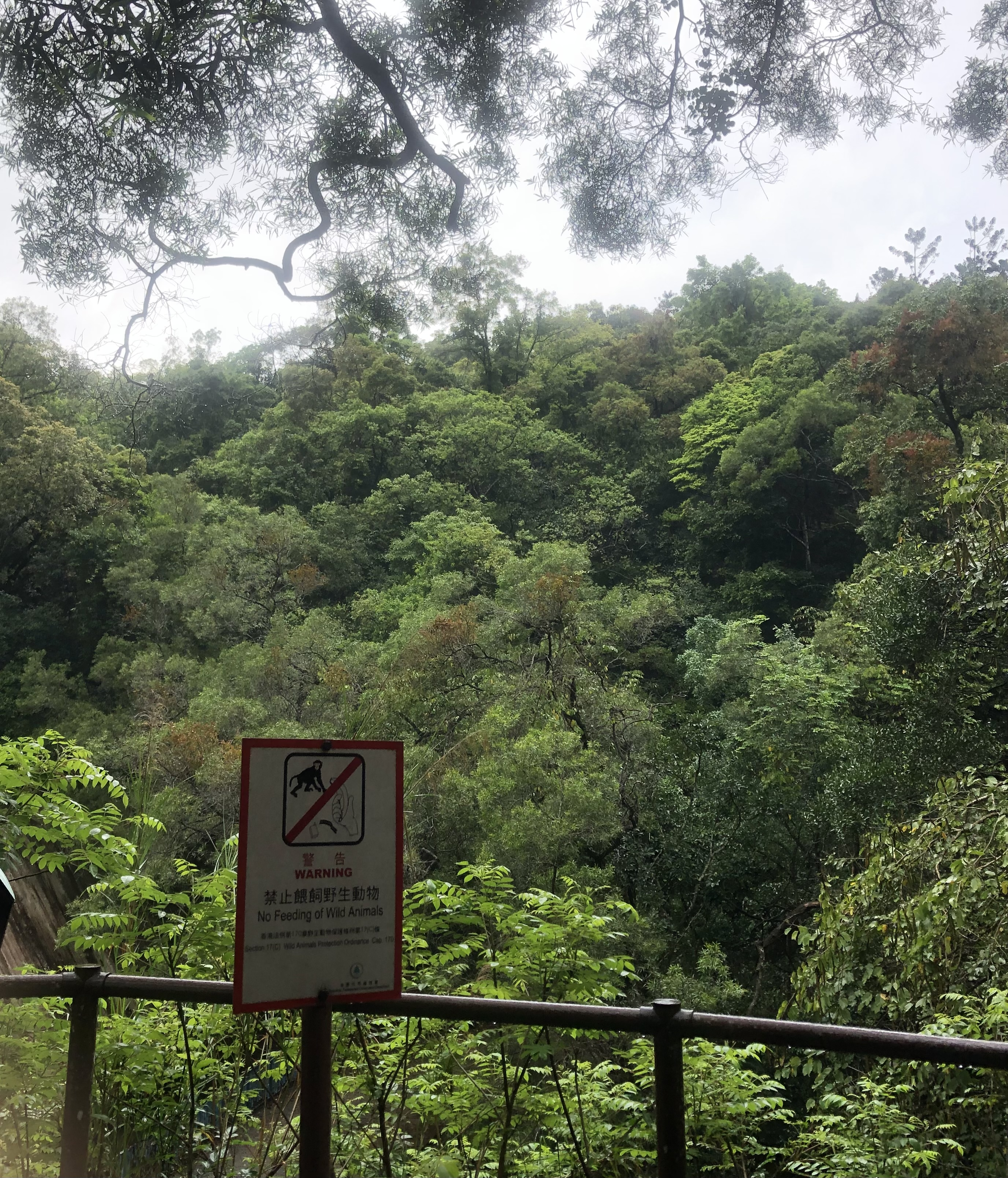
大埔滘自然護理區內的警告牌

大埔滘自然護理區（劃定於1977年5月13日），是一個位於香港新界大埔區大埔滘以南的特別地區，佔地460公頃。該自然護理區是香港的首個特別地區。
大埔滘自然護理區位於大帽山郊野公園及城門郊野公園以東，範圍東至鹿山（近鹿茵山莊及中文大學）、南至草山、西至鉛礦凹、北至荔枝山(大埔滘測量站位置)及大埔公路一帶。1926年香港政府首次在整個新界植林，本來稱為「大埔滘植林區」的植林工作亦告開始，當時最常見是馬尾松（山松），因此當地居民稱這區為松仔園。自然護理區內有超過100種原生及外來引進的樹木品種，屬次生林，是香港較為成熟的植林區。
大埔滘自然護理區設有紅（3公里）、藍（4公里）、棕（7.5公里）、黃（10公里）四條以不同顏色識別林徑供遊人觀賞樹木，探用環迴式的設計，起點與終點都是在相同的地方。亦設有一條0.7公里的自然教育徑。護理區內不設燒烤爐，且嚴禁生火。